# Faculté de droit, d'économie et de gestion de Paris-Cité
 (septembre 2022).
La faculté de droit, d'économie et de gestion d'Université Paris-Cité appelée communément « faculté de droit de l'Université René-Descartes - Paris V » ou « faculté de droit de Malakoff » est un établissement public à caractère scientifique, culturel et professionnel (EPSCP) situé au no 10 de l'avenue Pierre-Larousse à Malakoff (Hauts-de-Seine).

## Historique

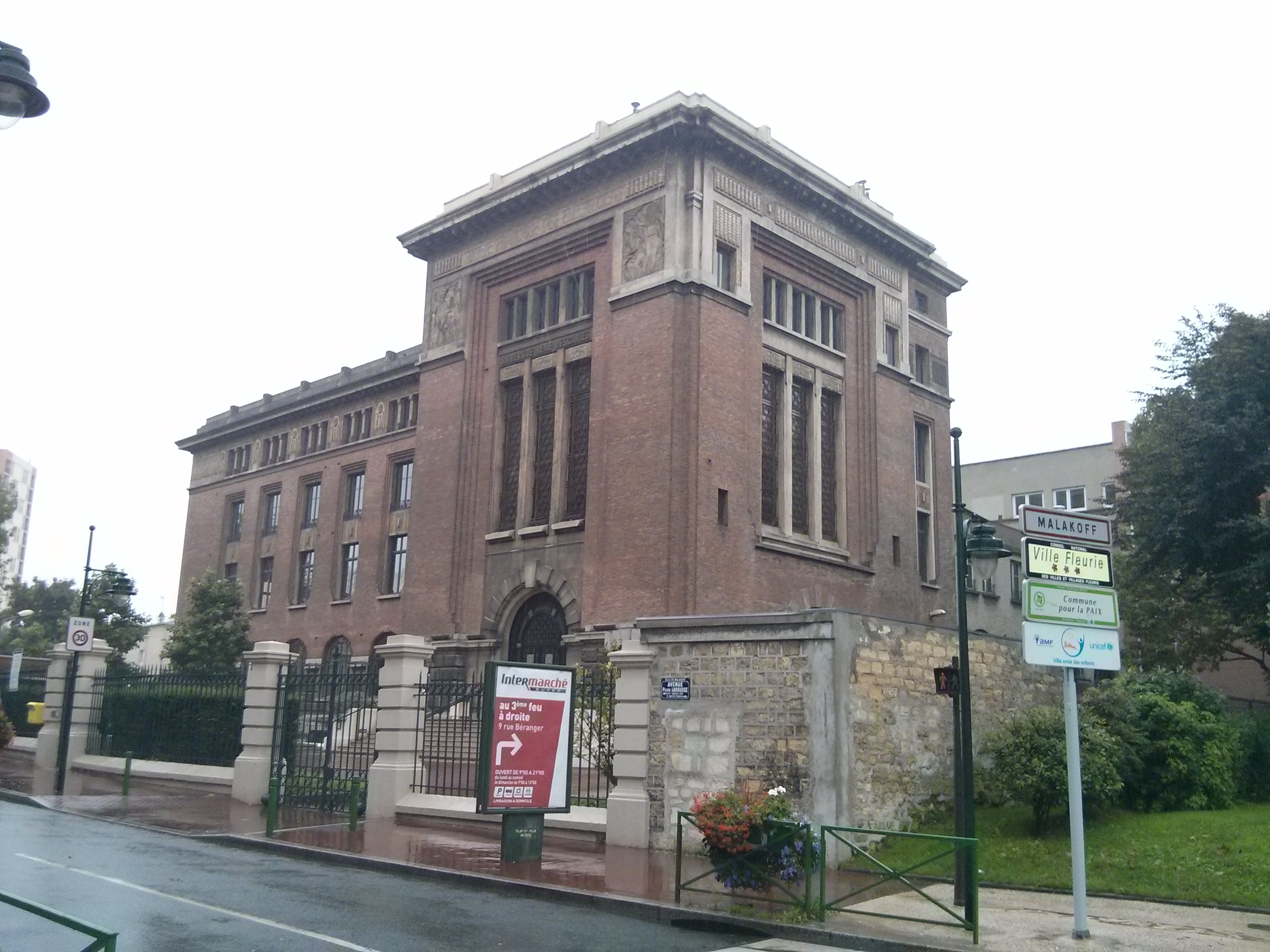
Bâtiment universitaire.

En 1927, l'École supérieure d'électricité (Supélec) fondée en 1894 pour favoriser le développement du haut enseignement de l'électrotechnique en France s'installe sur des terrains de Malakoff libérés de leurs servitudes par la déclassification des fortifications de Paris,. L'édifice située à proximité de la porte de Vanves au sud-ouest de Paris sur la commune limitrophe des quatorzième et quinzième arrondissements est construit dans le style des années 1930, caractérisé par la monumentalité de ses volumes et le traitement de son décor, par les architectes Jean Papet, André Raimbert et Georges Appia,.
La Faculté de droit de Paris V est créée en 1976 dans les anciens locaux de l’École supérieure d'électricité, formant ainsi au sein de l’université Paris-Descartes un quatrième groupe de disciplines après la médecine, la pharmacie et les sciences humaines.
Cette création revient à la décision politique et administrative d'Alice Saunier-Seité alors ministre des Universités. Depuis plusieurs années les professeurs de sciences juridiques de l’Université Paris X Nanterre rencontraient d'importants problèmes, notamment de budget mais aussi de perturbations d'ordres sociaux (appels à la grève, barricades dans les halls et groupes d'individus perturbateurs) qui rendaient le bon déroulement des cours très difficiles.
Cette création permet aux professeurs de sciences juridiques en quittant l'université Paris-Nanterre, de retrouver le calme nécessaire au travail universitaire dans une structure à taille humaine qui comptera à terme moins de 4 000 étudiants.
En 1984, une filière d'économie et de gestion a été adjointe à celle du droit. 
Elle fait partie depuis 2020 de la faculté des Sociétés et Humanités d'Université Paris-Cité.

## Formations dispensées
La Faculté de droit offre à ses étudiants un grand choix de disciplines enseignées dans des parcours variés. 
Avec plus d'une soixantaine de formations regroupant 2 licences, 4 parcours bi-diplômants (Droit - Économie/gestion ; Sciences pour la santé - Droit ; Sciences pour la santé - Économie/gestion ; Double licence en droit Université Paris Descartes - Université de Turin), 3 licences professionnelles, une trentaine de spécialités de Master et 7 Diplômes Universitaires, elle pose les bases d'un enseignement complet et reconnu permettant aux étudiants d'intégrer de la meilleure manière le monde du travail à l'issue de leurs études.
La Faculté propose également une préparation à l'examen d'entrée au barreau (l'Institut d'Études Judiciaires prépare au C.R.F.P.A.) ainsi qu'aux concours administratifs de catégorie A (Prépa Paris Descartes).

### Licences
- 1 licence en droit
- 1 licence en économie et gestion
- 3 licences professionnelles

### Licences professionnelles
- Assurance, banque, finance (parcours Gestion de la Clientèle des Particuliers en apprentissage et parcours Conseiller de Clientèle Expert en formation continue)
- Hôtellerie et Tourisme option management européen des produits touristiques (en formation initiale et en apprentissage)
- Sécurité des Biens et des Personnes (en apprentissage et en formation continue)

### Masters

#### Masters en droit
- 4 parcours de première année de master (M1) en droit : parcours général et parcours international et européen en droit public ; parcours général et parcours international et européen en droit des affaires.
- 2 masters (M1+M2) en droit: droit notarial et médecine, droit et politiques de santé.
- 19 spécialités de masters (M2) en droit: 
  - Mention Droit Public : M2 Droit public général ; M2 Administration des collectivités territoriales ; M2 Droit du développement durable ; M2 Politiques publiques et développement
  - Mention Droit Privé : M2 Droit des obligations civiles et commerciales ; M2 Contentieux interne et international ; M2 Droit des activités numériques (R + P, Formation Initiale, Apprentissage, FC) ; M2 Common law et droit comparé ; M2 Droit et gestion bancaire de patrimoine (Apprentissage)
  - Mention Histoire du droit : M2 Histoire de la pensée juridique moderne (en co-habilitation avec Paris I) ; M2 Culture juridique européenne
  - Mention Droit de la Santé : M2 Droit des industries de produits de santé (Apprentissage) ; M2 Activités de santé et responsabilités ; M2 Santé, prévoyance et protection sociale
  - Mention Droit des Affaires : M2 Juriste d’affaires ; M2 Juriste d’affaires européen ; M2 Juriste fiscaliste ; M2 Banque et finance : Droit et régulation du système bancaire et financier ; M2 Juriste d’affaires international

#### Masters en économie et gestion
- 8 masters en économie et gestion (M1+M2): 
  - Mention Management : Entrepreneuriat ; Ingénierie des ressources humaines (Formation Initiale, Apprentissage, FC) ; Éthique et organisations ; Pratiques et politiques de l’exportation ; Méthodes d’anticipation pour la conception de projets 
  - Mention Contrôle de Gestion et audit Organisationnel : Audit des Organisations et maîtrise des risques (Apprentissage)
  - Mention Monnaie, banque, finance, assurance : Risque, Assurance, Décision (en co-habilitation avec Paris XIII)
  - Mention Économie de la santé : Économie de la santé

### Doctorat
- École doctorale Droit Gestion et Relations internationales - ED 262].

### Laboratoires de recherche
- Centre de droit des affaires et de gestion.
- Institut d’Histoire du Droit[6]

## Chiffres clés
Valeurs énoncées pour la saison universitaire 2015-2016[réf. nécessaire] :
- 5 500 élèves étudiants ;
- 144 enseignants ;
- 580 intervenants extérieurs issus du monde professionnel ;
- 63 personnels administratifs et techniques ;
- 20 enseignants étrangers invités chaque année en provenance d'Europe, d'Amérique, d'Asie et d'Afrique.

## Doyens
- 1976 - ? : Jean Hilaire (d)[7] ;
- Pierre Villard (d) ;
- 1982 - années 1990 : David Ruzié (d) ;
- 2006 - 2014 : Jean-Pierre Machelon ;
- 2014 - 2019 : Anne Laude (d) ;
- 2019 - 2024 : Philippe Didier (d).
- 2024 - en cours : Alain Laquièze [8] ;

## Anciens étudiants
- 1977 : François Fillon (1954-) DEA de droit public[9] ;
- Catherine Mégret (1958-)[réf. nécessaire].

## Accès
La faculté de droit située sur le campus de Malakoff est accessible par :
- le métro 13 via les stations de Porte de Vanves ou Malakoff - Plateau de Vanves ;
- la ligne 3a du tramway d'Île-de-France par la station Porte de Vanves ;
- la station Vélib' : Charles de Gaulle - Plateau de Vanves (Boulevard Charles de Gaulle)[11].

## Identité visuelle

Évolution du logotype
Logotype animé de la faculté de droit du temps de l'université René-Descartes.
Logotype actuel, depuis la création de l'université Paris-Cité.